# Éva Sas
Pour les articles homonymes, voir Sas.
Éva Sas, née le 13 août 1970 à Nice (Alpes-Maritimes), est une femme politique française.
Membre d'Europe Écologie Les Verts, elle est députée de la 7e circonscription de l'Essonne de 2012 à 2017 puis est réélue dans la 8e circonscription de Paris lors des élections législatives de 2022 et 2024.

## Biographie

### Origines et vie familiale
Éva Sas, née le 13 août 1970 à Nice d’une mère rapatriée d’Algérie et d’un père d’origine polonaise élevé dans une cité ouvrière des Ardennes[Laquelle ?], a grandi en France. Elle est la mère de trois enfants, dont deux avec son ex-concubin l'ancien ministre écologiste Pascal Canfin, et une fille née en novembre 2013 avec Jean-Vincent Placé, son compagnon jusqu'en 2014, qui a été sénateur écologiste de l'Essonne,.

### Études et carrière professionnelle
Éva Sas est diplômée de l'ESSEC[source insuffisante] et titulaire d'une licence de philosophie obtenue à Paris IV[source insuffisante].
Éva Sas est associée du cabinet d'expertise économique auprès des organisations syndicales Secafi. Elle était aussi cogérante avec Cécile Duflot, précédente compagne de Jean-Vincent Placé, de la société civile immobilière « Un toit pour les Verts ».

### Parcours politique
Elle se présente pour la première fois à une élection parlementaire à l'occasion des élections législatives de 1997. Candidate pour l'Union pour la semaine des 4 jours dans la dix-huitième circonscription de Paris, elle recueille 0,83 % des suffrages au premier tour.
En 2000, elle adhère au parti écologiste Les Verts, qui devient en 2010 Europe Écologie Les Verts (EELV).
Elle se présente aux élections législatives de 2007 en tant que suppléante d'Olivier Raynal, candidat des Verts dans la 19e circonscription de Paris qui obtient 6,64 % des suffrages.
Éva Sas est investie par EÉLV et le Parti socialiste pour les élections législatives de 2012 dans la septième circonscription de l'Essonne,. Elle remporte le scrutin avec 53,90 % des suffrages au second tour face à la députée sortante, Françoise Briand (UMP). Elle est membre de la commission des Finances, de l'Économie générale et du Contrôle budgétaire.
Éva Sas est colistière de Pierre Guyard aux élections municipales de 2014 à Savigny-sur-Orge. Elle est élue conseillère municipale de l'opposition après la défaite de la liste d'union de la gauche avec 32,66 % contre 38,14 % pour le candidat UMP.
Candidate EELV à sa réélection aux élections législatives de 2017 avec le soutien du PS et du PCF, elle est éliminée au premier tour en obtenant 13,74 % des suffrages exprimés, ce qui la place derrière les candidats LREM et LR.
En avril 2018, elle démissionne du conseil municipal de Savigny-sur-Orge en invoquant des contraintes professionnelles et familiales. En novembre suivant, elle se présente à l'élection législative partielle dans la 1re circonscription de l'Essonne, avec le soutien d'EÉLV et du PS. Avec 10,5 % des suffrages exprimés, elle arrive en quatrième position, ne se qualifiant pas pour le second tour.
Éva Sas est investie par l'Union de la gauche (Nouvelle Union populaire écologique et sociale) pour les élections législatives de 2022, où elle recueille un des meilleurs scores d'EÉLV, 41,7 % dans la huitième circonscription de Paris, qu'elle remporte.
Éva Sas est encore investie par l'Union de la gauche (Nouveau Front populaire) pour les élections législatives anticipées de 2024, où elle est réélue dès le premier tour avec 50,73 % des suffrages exprimés.

### Au sein d'EELV
Éva Sas est membre du bureau exécutif d'Europe Écologie Les Verts chargée de la trésorerie et des ressources humaines de 2011 à 2013 et coresponsable de la commission thématique Économie, social et services publics de 2009 à 2011.
Elle soutient Yannick Jadot dans le cadre de la primaire présidentielle écologiste de 2016.
Elle soutient, tout comme Yannick Jadot, Sophie Bussière lors du congrès d'EELV de 2022. Cette dernière entend représenter un courant centriste au sein du parti, sur le modèle des « réalos » des Verts allemands.
Elle est également porte-parole du parti.

## Positions politiques

### Nouveaux indicateurs de richesse
Éva Sas a déposé la proposition de loi 1628 qui visait à l’intégration de nouveaux indicateurs de richesse adoptée définitivement le 2 avril 2015,.
Elle fonde la nécessité d’intégrer de nouveaux indicateurs de richesse sur l’imperfection du PIB : « C’est un indicateur de richesse utile, cependant, il pose trois problèmes. D’abord, il n’évalue pas la contribution réelle des échanges à la qualité de vie des citoyens. La réparation d’une catastrophe naturelle ou d’un accident de la route va ainsi créer de la croissance du PIB ! Ensuite, le PIB reflète une richesse sans rien dire de sa répartition, donc sans mesurer les inégalités. Enfin, c’est un indicateur qui ne prend pas du tout en compte la dégradation de l’environnement ».
Cette proposition de loi a été débattue le 23 janvier 2014 à l’Assemblée nationale avant d’être retirée par la députée à la suite des engagements pris par le ministre du Budget de rediscuter, sur initiative du gouvernement, les modalités de l’intégration de ces nouveaux indicateurs au cours de l'année 2014.
Après avoir été adoptée en première lecture à l'Assemblée nationale le 29 janvier 2015, la proposition de loi « Sas » a été adoptée définitivement au Sénat le 2 avril 2015. Éva Sas a alors affirmé que : « l’enjeu de cette loi est que la réussite d’un gouvernement ne soit plus mesurée à l’aune de la croissance du PIB, mais de nos véritables objectifs : l’emploi, la qualité de vie, le revenu réel de nos concitoyens, la préservation de notre environnement. Grâce à cette loi, le gouvernement mettra en place des indicateurs qui nous permettront deux choses : d’une part, d’avoir une image précise du quotidien des Français pour pouvoir l’améliorer, et d’autre part, de remettre du long terme dans nos politiques en évaluant notamment le patrimoine naturel et économique que nous laissons aux générations futures »,.

### Fiscalité écologique
Éva Sas est partisane de l’instauration d’une fiscalité écologique « incitative, permettant une transition écologique dans la justice »[source insuffisante]. Elle appelle à une « transition de nos modes de production, de consommation et de déplacements ». Elle plaide ainsi pour « l'harmonisation de la fiscalité des carburants, l'avantage fiscal accordé au diesel sur l'essence n'étant justifiable ni du point de vue environnemental, ni, plus encore, du point de vue sanitaire ».
Une contribution climat énergie (CCE) favoriserait selon elle « les investissements dans les économies d'énergie et, ainsi, permettre la diminution de la consommation pour faire face au dérèglement climatique ».

### Égalité femmes-hommes
Au mois de juillet 2013, Éva Sas a défendu un amendement au projet de loi sur le non-cumul des mandats permettant aux femmes députées et autres élues locales d’être remplacées par leur suppléant durant leur congé de maternité. Cet amendement a été rejeté, parce qu’il n’était pas conforme à la Constitution en ce qu’il créait une nouvelle charge pour l’État. Éva Sas a commenté cette décision en affirmant que « le règlement de nos institutions et la vie politique sont conçues par les hommes et pour les hommes. Notre Constitution date de 1958, à une époque où les femmes politiques étaient une exception. Les séances de nuit à l’Assemblée conviennent bien à un homme de 60 ans, cumulard et provincial ».
Le 29 novembre 2013, lors de l’étude, par l’assemblée nationale, de la proposition de loi sur le renforcement de la lutte contre la prostitution de Mesdames Maud Olivier et Catherine Coutelle, Éva Sas, est intervenue à la tribune pour apporter son soutien aux auteurs de cette proposition de loi : « C’est un combat immensément courageux qu’elles mènent pour combattre la prostitution en les remerciant pour avoir sorti ce sujet de l’hypocrisie, pour avoir rappelé la réalité de la prostitution, à savoir que 90 % des femmes et des hommes prostitués sont soumis à des réseaux, là où certains s’abritent derrière l’image fantasmée d’une prostituée libre de son activité pour surtout ne rien faire ».

### Transports du quotidien
Successivement membre de la commission mobilité 21 et de la mission d’information sur la taxe poids lourds, Éva Sas intervient fréquemment sur cette thématique des transports en commun.
Favorable à l’instauration de la taxe poids lourds, elle considère que sa suspension dans le budget de l’Agence de financement des infrastructures de transport de France (Afitf) aura des conséquences négatives sur les transports publics[source insuffisante].

## Synthèse des résultats électoraux

### Élections législatives
| Année | Parti            | Parti | Circonscription | 1er tour | 1er tour | 1er tour | 2d tour | 2d tour  | 2d tour |
| Année | Parti            | Parti | Circonscription | Voix     | %        | Rang     | Voix    | %        | Issue   |
| ----- | ---------------- | ----- | --------------- | -------- | -------- | -------- | ------- | -------- | ------- |
| 2012  |                  | EÉLV  | 7e de l'Essonne | 8 868    | 22,34    | 1re      | 20 334  | 53,09    | Élue    |
| 2017  | 4 645            | EÉLV  | 7e de l'Essonne | 13,74    | 3e       |          |         | Éliminée |         |
| 2018  | 1re de l'Essonne | EÉLV  | 1 330           | 10,53    | 4e       | Éliminée |         |          |         |
| 2022  | 8e de Paris      | EÉLV  | 19 490          | 41,70    | 1re      | 23 825   | 54,08   | Élue     |         |
| 2024  | 8e de Paris      | EÉLV  | 30 923          | 50,73    | 1re      |          |         | Élue     |         |

## Publications
- Philosophie de l'écologie politique, de 68 à nos jours (préf. Alain Lipietz), Les Petits matins, 2010, 136 p. (ISBN 978-2-9158-7979-7), essai.

### Presse
- « Éva Sas, éco logique », portrait dans Libération
- « Éva Sas, de la rigueur dans le monde écologiste », portrait dans Le Monde du 3 juillet 2012
- Interview/portrait de Éva Sas sur la chaîne politique LCP (12 décembre 2012)